# C.L. Johannesen
Christian Ludvig Johannesen (født 4. april 1862, død 29. januar 1935) var en færøsk folkeskolelærer og selvstændighedsaktivist.
Han var en af de ni indbydere til Julemødet 1888, der regnes som begyndelsen på Færøernes selvstændighedskamp.
Johannesen udgav i 1891 sammen med Jógvan Poulsen, Förisk ABC og lesingabók, den første lærebog i færøsk for folkeskolen, men værket blev forældet kort tid efter som følge af V.U. Hammershaimbs nye retskrivning.